# Алфред Сисли
Алфред Сисли (фр. Alfred Sisley; 30. октобар 1839 — , 29. јануар 1899) је био Британски импресионистички сликар пејзажа који је живео у Француској.

## Биографија
Сисле је рођен у Паризу од енглеских родитеља, Вилијама Сислиа и Фелисије Сел.
Раних 1860-их студира сликарство у Атељеу Чарлс Глера, где се упознаје са сликарима као што су Фредерик Базиј, Клод Моне и Пјер Огист Реноар. Заједно су сликали пејзаже на отвореном да би што боље реализовали пад сунчеве светлости на остале објекте у природи. Захваљујући овом приступу, која је била иновација оног времена, резултиларо је живљим тоновима и јачим бојама на Сисеовим платнима пружајући нешто што тадашња публика први пут види. За разлику од његових импресионистичких колега којима је лоше ишло, Сисли је био потпомогнут од оца који би му слао коју пару када би му то затребало.
Сислеови студентски радови су нажалост сви изгубљени. За његов тренутно најранији рад,Lane near a Small Town верује се да је осликан око 1864.
Каснијих 1860-их улазу у везу са Евгенијом Лецкузец, са којом ће имати двоје деце. Та веза трајаће 30 година све до њене смрти, три месеца пре самог Сислиа године 1899.
Сисли се налазио у Лондону са Клод Монеом године 1871, када је открио слике Вилијама Тарнера и највероватније Џон Констебла. Ово откриће веома је утицало на њега као на импресионистичког сликара, и на следећим његовим сликама се може видети утицај ових енглеских сликара.
Међу импресионистима Сисле је био у сенци Монеа, чији су радови били много траженији, упркос томе што је Сисли био мање експериментални сликар од самог Монеа. До краја живота је живео у сиромаштву.
Сисле умире у Морт-сур Лонг(Moret-sur-Loing) са својих 59 година.